# Castelmoron-d'Albret
Pour les articles homonymes, voir Castelmoron.
Castelmoron-d'Albret est une commune du Sud-Ouest de la France, située dans le département de la Gironde, en région Nouvelle-Aquitaine.
Elle est la commune la moins étendue de France, avec seulement 3,54 hectares soit moins que la surface de la place Charles-de-Gaulle à Paris.

## Géographie

### Localisation
| - OpenStreetMap Limites de la commune |

La commune se trouve dans l'Entre-deux-Mers, à 57 km à l'est-sud-est de Bordeaux, chef-lieu du département, à 29 km au nord-est de Langon, chef-lieu d'arrondissement et à 9,5 km à l'ouest-nord-ouest de Monségur, chef-lieu de canton.

### Communes limitrophes
Les communes limitrophes en sont Caumont au nord, Rimons au sud-est et Saint-Martin-du-Puy à l’ouest.
| Saint-Martin-du-Puy | Caumont              | Caumont |
| Saint-Martin-du-Puy | Castelmoron-d'Albret | Caumont |
| Rimons              | Rimons               | Rimons  |

### Climat
Pour des articles plus généraux, voir Climat de la Nouvelle-Aquitaine et Climat de la Gironde.
Historiquement, la commune est exposée à un climat océanique aquitain.  
En 2020, Météo-France publie une typologie des climats de la France métropolitaine dans laquelle la commune est exposée à un climat océanique et est dans la région climatique  Aquitaine, Gascogne, caractérisée par une pluviométrie abondante au printemps, modérée en automne, un faible ensoleillement au printemps, un été chaud (19,5 °C), des vents faibles, des brouillards fréquents en automne et en hiver et des orages fréquents en été (15 à 20 jours).
Pour la période 1971-2000, la température annuelle moyenne est de 13,1 °C, avec une amplitude thermique annuelle de 15,1 °C. Le cumul annuel moyen de précipitations est de 831 mm, avec 11,3 jours de précipitations en janvier et 6,7 jours en juillet. Pour la période 1991-2020, la température moyenne annuelle observée sur la station météorologique la plus proche, située sur la commune de Talence à 6 km à vol d'oiseau, est de 14,3 °C et le cumul annuel moyen de précipitations est de 884,0 mm,. Pour l'avenir, les paramètres climatiques de la commune estimés pour 2050 selon différents scénarios d’émission de gaz à effet de serre sont consultables sur un site dédié publié par Météo-France en novembre 2022.

## Urbanisme

### Typologie
Au 1er janvier 2024, Castelmoron-d'Albret est catégorisée commune rurale à habitat dispersé, selon la nouvelle grille communale de densité à sept niveaux définie par l'Insee en 2022.
Elle est située hors unité urbaine et hors attraction des villes,.

### Occupation des sols

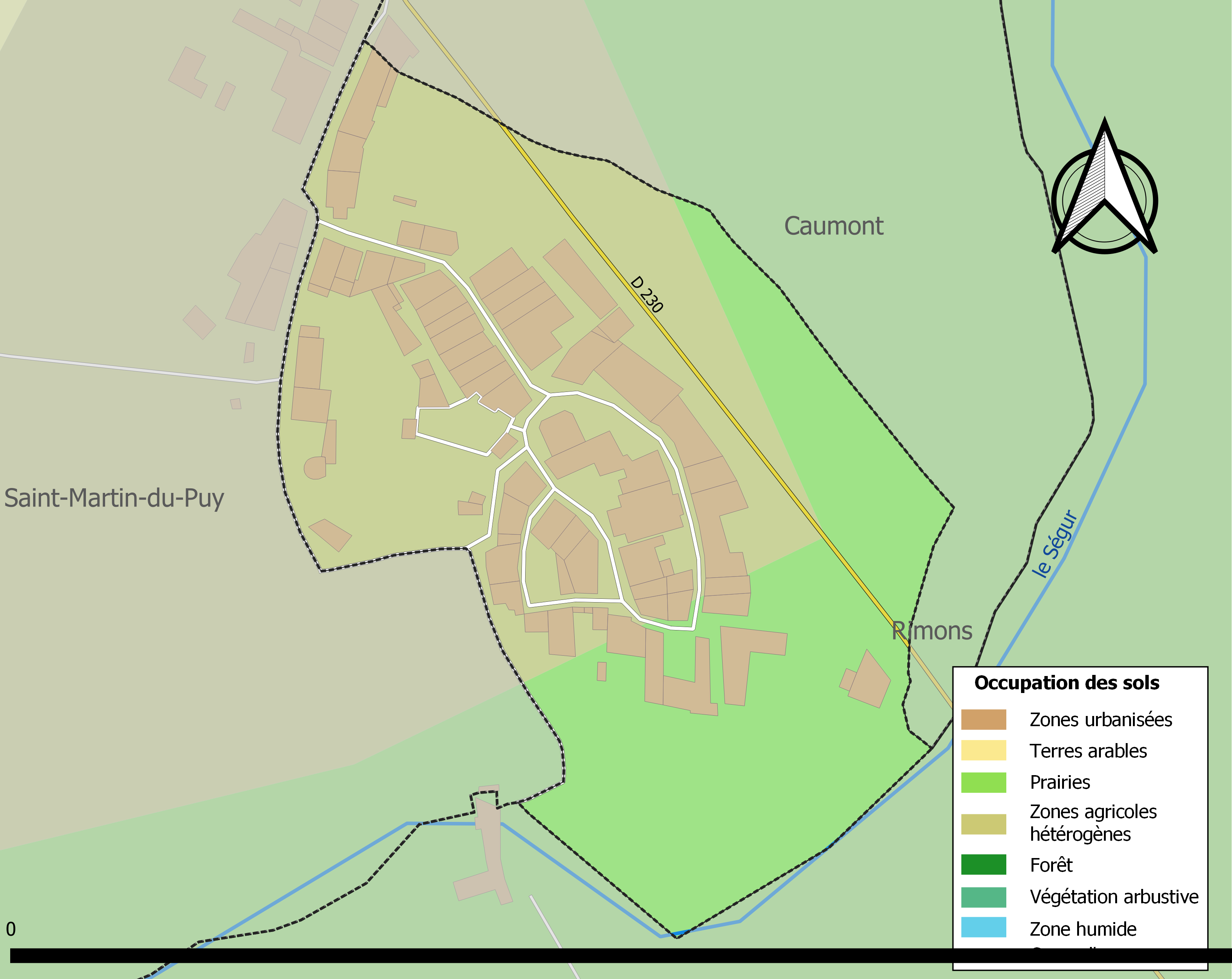
Carte des infrastructures et de l'occupation des sols de la commune en 2018 (CLC).

L'occupation des sols de la commune, telle qu'elle ressort de la base de données européenne d’occupation biophysique des sols Corine Land Cover (CLC), est marquée par l'importance des territoires agricoles (100 % en 2018), une proportion identique à celle de 1990 (100 %). La répartition détaillée en 2018 est la suivante : 
zones agricoles hétérogènes (66,2 %), prairies (33,8 %). L'évolution de l’occupation des sols de la commune et de ses infrastructures peut être observée sur les différentes représentations cartographiques du territoire : la carte de Cassini (XVIIIe siècle), la carte d'état-major (1820-1866) et les cartes ou photos aériennes de l'IGN pour la période actuelle (1950 à aujourd'hui).

### Rues de Castelmoron-d'Albret
Les voies de Castelmoron-d'Albret sont :
- place de la Tranchée ;
- rue de la Tranchée ;
- rue de la République ;
- Grand Rue ;
- rue des Jasmins ;
- rue de l'Amitié ;
- rue de l’Église ;
- chemin de Ronde ;
- chemin des Remparts ;
- chemin du Pavé-du-Moulin.

### Voies de communication et transports
La commune est traversée, dans sa frange nord-est, par un tronçon de route commun aux routes départementales D 21 et D 230 ; lorsqu'elles se séparent, la première mène, au nord, à Caumont et en direction de Pellegrue et au sud, à Landerrouet-sur-Ségur et en direction de La Réole ; la seconde mène, à l'ouest, à Sauveterre-de-Guyenne et au sud-est, à Rimons et au-delà à Monségur.
L'accès le plus proche à l'autoroute A62 (Bordeaux-Toulouse) est le no 4, dit de La Réole, distant de 21 km par la route vers le sud.
L'accès no 1, dit de Bazas, à l'autoroute A65 (Langon-Pau) se situe à 39 km vers le sud-sud-ouest.
L'accès le plus proche à l'autoroute A89 (Bordeaux-Lyon) est celui de l'échangeur autoroutier avec la route nationale 89 qui se situe à 36 km vers le nord-ouest.
La gare SNCF la plus proche est celle de La Réole, distante de 13 km par la route vers le sud, sur la ligne Bordeaux-Sète du TER Nouvelle-Aquitaine.

### Risques majeurs
Le territoire de la commune de Castelmoron-d'Albret est vulnérable à différents aléas naturels : météorologiques (tempête, orage, neige, grand froid, canicule ou sécheresse), inondations et séisme (sismicité très faible). Un site publié par le BRGM permet d'évaluer simplement et rapidement les risques d'un bien localisé soit par son adresse soit par le numéro de sa parcelle.
La commune a été reconnue en état de catastrophe naturelle au titre des dommages causés par les inondations et coulées de boue survenues en 1982, 1999 et 2009,.

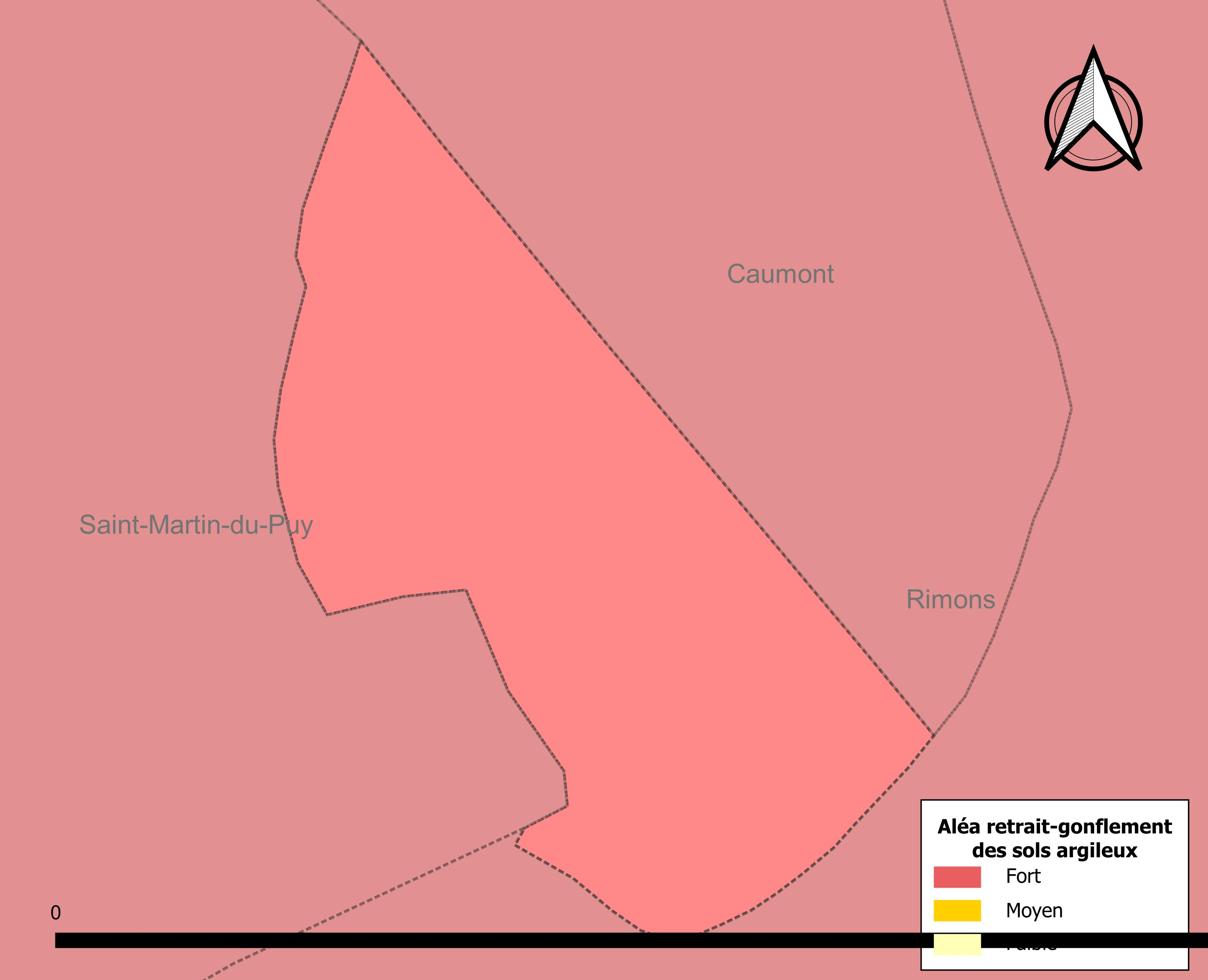
Carte des zones d'aléa retrait-gonflement des sols argileux de Castelmoron-d'Albret.

Le retrait-gonflement des sols argileux est susceptible d'engendrer des dommages importants aux bâtiments en cas d’alternance de périodes de sécheresse et de pluie. La totalité de la commune est en aléa moyen ou fort (67,4 % au niveau départemental et 48,5 % au niveau national). Sur les 44 bâtiments dénombrés sur la commune en 2019, 44 sont en aléa moyen ou fort, soit 100 %, à comparer aux 84 % au niveau départemental et 54 % au niveau national. Une cartographie de l'exposition du territoire national au retrait gonflement des sols argileux est disponible sur le site du BRGM,.
Par ailleurs, afin de mieux appréhender le risque d’affaissement de terrain, l'inventaire national des cavités souterraines permet de localiser celles situées sur la commune.
Concernant les mouvements de terrains, la commune a été reconnue en état de catastrophe naturelle au titre des dommages causés par des mouvements de terrain en 1999.

## Toponymie
Le nom de la commune vient du latin castellum qui désigne un « château » et du bas latin moronis qui signifie « sombre ». Il est peut-être dû également à l’établissement des Maures vers 700 sur l’ancien oppidum de Castelmoron.
La terminaison -d'Albret, ajoutée en 1957, vient de ce que la baronnie de Castelomoron fut la possession de la maison d'Albret à compter du XIVe siècle et que Jeanne d'Albret (1528-1572) y séjourna plusieurs fois.
Le nom gascon de la commune est Castèl Mauron d'Albret.
Ses habitants sont appelés les Castelmoronais.

## Histoire
Castelmoron passe à la Maison d'Albret en 1324 par l'intermédiaire de Mathe d'Albret, épouse du seigneur de Castelmoron Élie Rudel de Bergerac. Par un montage complexe, elle se fait remettre cette seigneurie, en même temps que celles de Gensac et de Miremont (lieu probablement situé dans la seigneurie de Gensac), par son mari. À la mort de Mathe en 1338, ces seigneuries sont intégrées aux terres des Albret.
À la Révolution, la paroisse Sainte-Catherine de Castelmoron, annexe de Saint-Vincent de Caumont, forme la commune de Castelmoron.
Au cours de la période de la Convention nationale (1792-1795), la commune a porté provisoirement le nom révolutionnaire de Castel-Marat.
La commune a porté le simple nom de Castelmoron jusqu'en 1957 où a été adjoint d'Albret pour faire la distinction avec la commune de Castelmoron-sur-Lot dans le département voisin de Lot-et-Garonne.

## Politique et administration
| Période                                  | Période   | Identité             | Étiquette | Qualité               |
| ---------------------------------------- | --------- | -------------------- | --------- | --------------------- |
|                                          |           | Joseph Duvigneau     | PS        |                       |
| 1967                                     | 1983      | Élisabeth Géraud (d) | PS        | Retraitée de La Poste |
| mars 1983                                | mars 2014 | Claude Hernandez (d) |           |                       |
| mars 2014                                | 2020      | Caline Alamy (d)     |           | Employée              |
| 2020                                     | En cours  | André Grèze (d)      |           |                       |
| Les données manquantes sont à compléter. |           |                      |           |                       |

Lors du 1er tour des élections municipales de 2014, les 48 inscrits sur les listes électorales se sont présentés au bureau de vote et se sont tous exprimés (ni suffrage blanc, ni nul).

### Intercommunalité
Le 1er janvier 2014, la communauté de communes du Monségurais ayant été supprimée, la commune de Castelmoron-d'Albret s'est retrouvée intégrée à la communauté de communes du Sauveterrois siégeant à Sauveterre-de-Guyenne.
Elle intègre ensuite la communauté des communes rurales de l'Entre-Deux-Mers le 1er janvier 2017.

## Démographie
L'évolution du nombre d'habitants est connue à travers les recensements de la population effectués dans la commune depuis 1793. Pour les communes de moins de 10 000 habitants, une enquête de recensement portant sur toute la population est réalisée tous les cinq ans, les populations de référence des années intermédiaires étant quant à elles estimées par interpolation ou extrapolation. Pour la commune, le premier recensement exhaustif entrant dans le cadre du nouveau dispositif a été réalisé en 2008.

En 2022, la commune comptait 51 habitants, en évolution de −3,77 % par rapport à 2016 (Gironde : +6,91 %, France hors Mayotte : +2,11 %).
| 1793 | 1800 | 1806 | 1821 | 1831 | 1836 | 1841 | 1846 | 1851 |
| ---- | ---- | ---- | ---- | ---- | ---- | ---- | ---- | ---- |
| 215  | 108  | 129  | 132  | 114  | 131  | 140  | 123  | 130  |

| 1856 | 1861 | 1866 | 1872 | 1876 | 1881 | 1886 | 1891 | 1896 |
| ---- | ---- | ---- | ---- | ---- | ---- | ---- | ---- | ---- |
| 130  | 141  | 133  | 134  | 117  | 100  | 98   | 93   | 115  |

| 1901 | 1906 | 1911 | 1921 | 1926 | 1931 | 1936 | 1946 | 1954 |
| ---- | ---- | ---- | ---- | ---- | ---- | ---- | ---- | ---- |
| 106  | 136  | 136  | 97   | 103  | 105  | 81   | 82   | 85   |

| 1962 | 1968 | 1975 | 1982 | 1990 | 1999 | 2006 | 2008 | 2013 |
| ---- | ---- | ---- | ---- | ---- | ---- | ---- | ---- | ---- |
| 114  | 82   | 79   | 62   | 64   | 62   | 57   | 55   | 52   |

| 2018 | 2022 | - | - | - | - | - | - | - |
| ---- | ---- | - | - | - | - | - | - | - |
| 53   | 51   | - | - | - | - | - | - | - |

Même si le nombre total d'habitants est modeste, la faible superficie de la commune conduit à une densité de population de 1 275 habitants/km2, supérieure à celle de la sous-préfecture Langon mais inférieure à celle de la préfecture Bordeaux.

## Culture locale et patrimoine

### Lieux et monuments

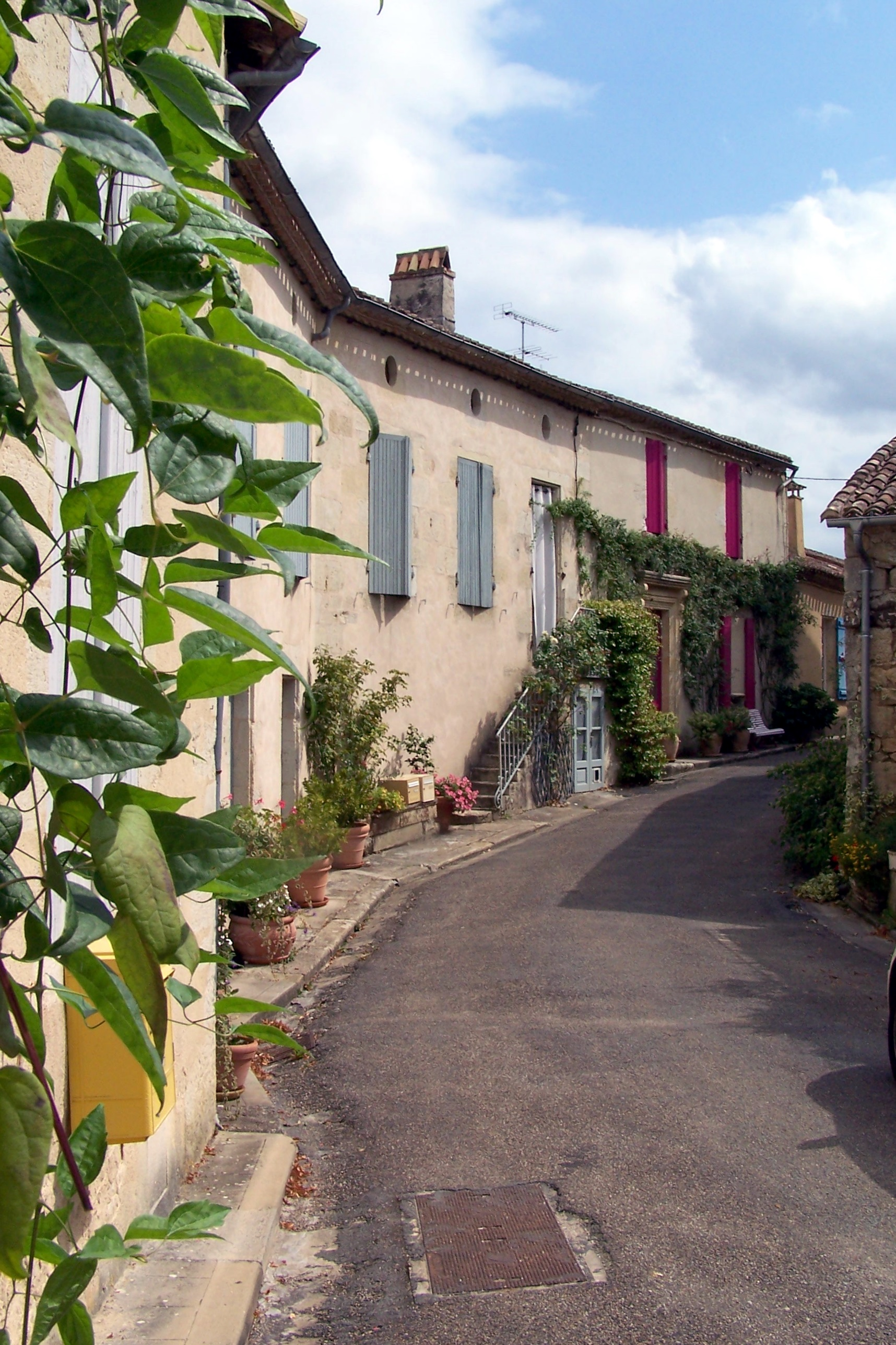
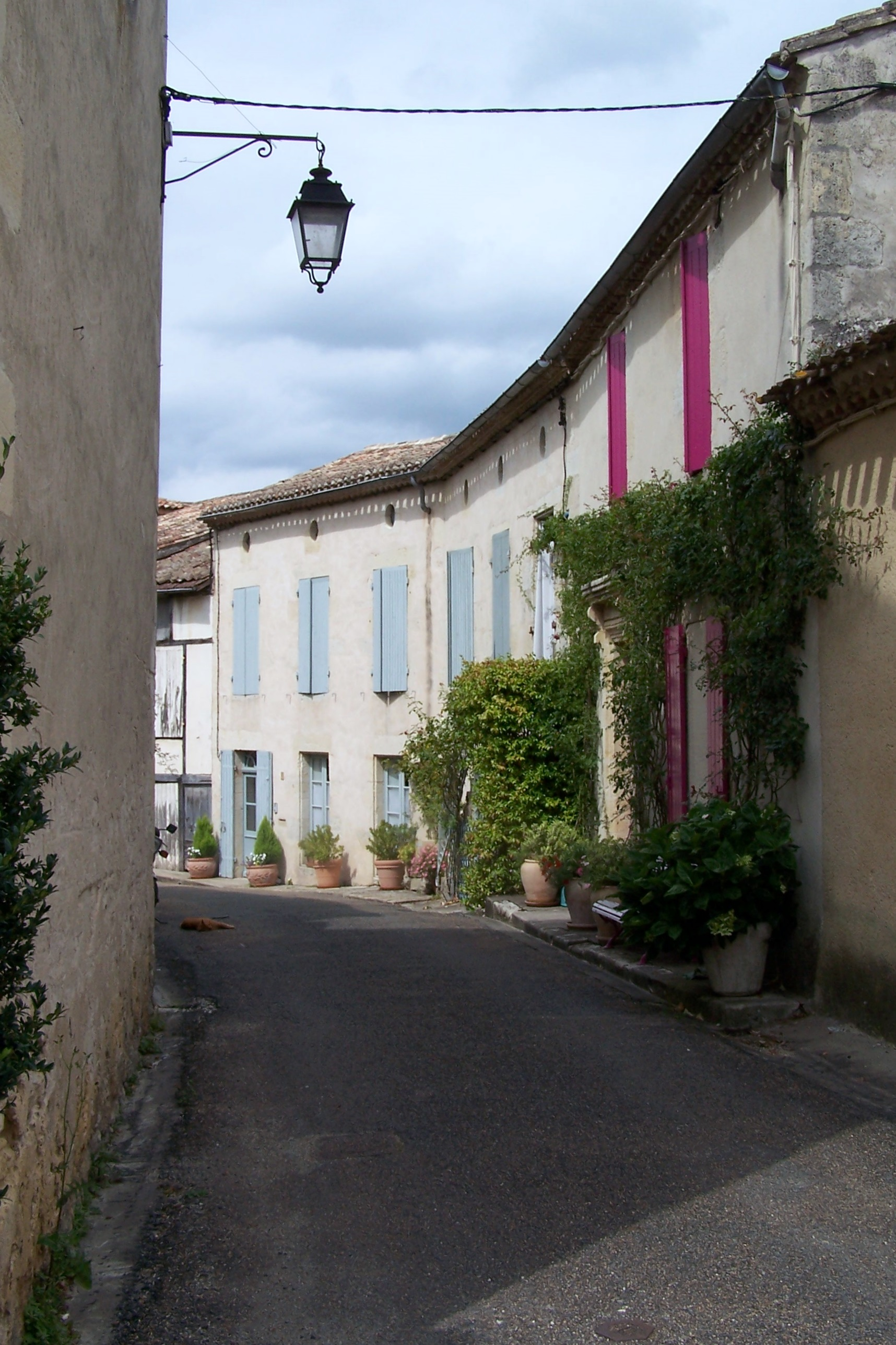
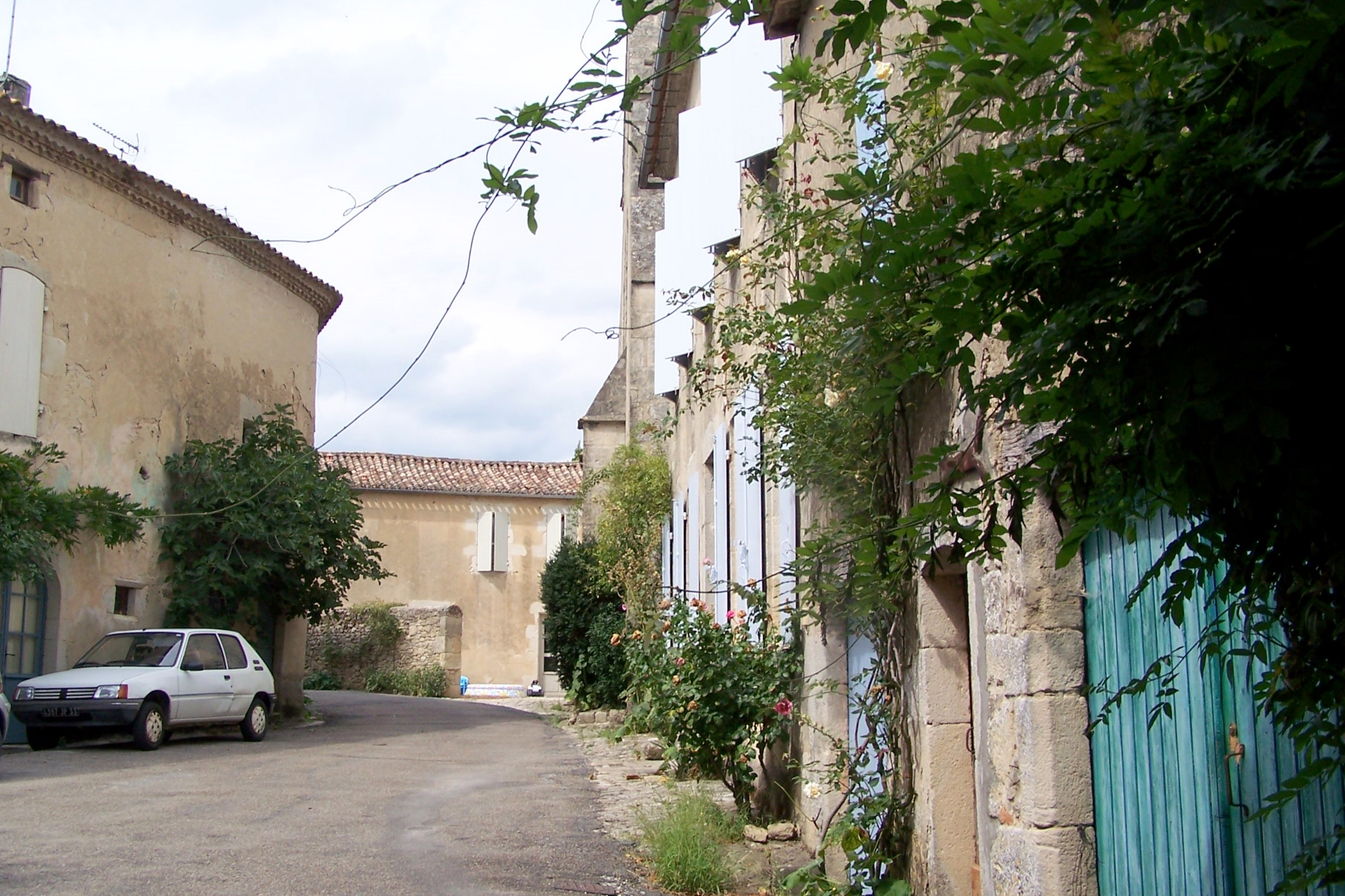
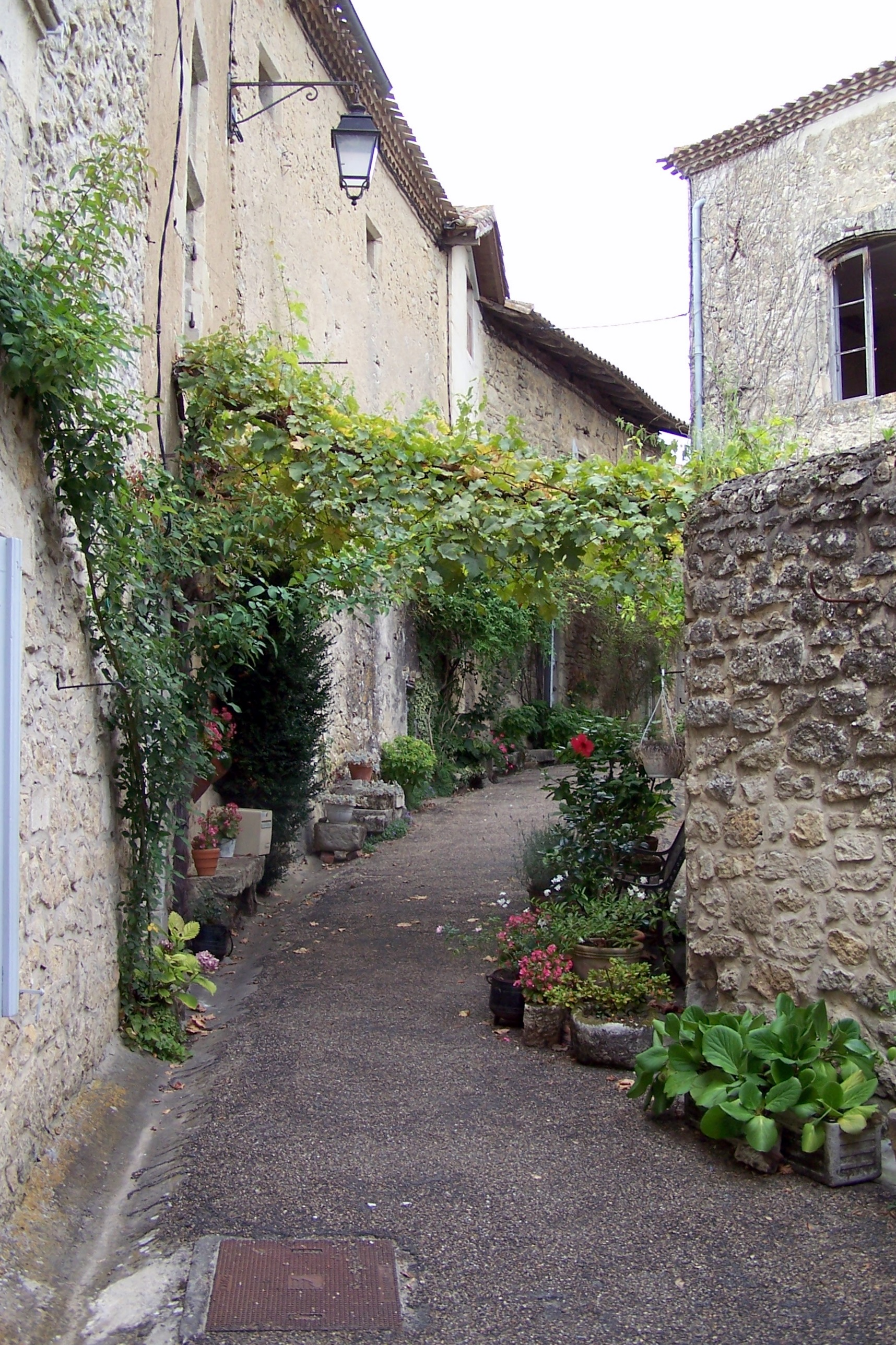
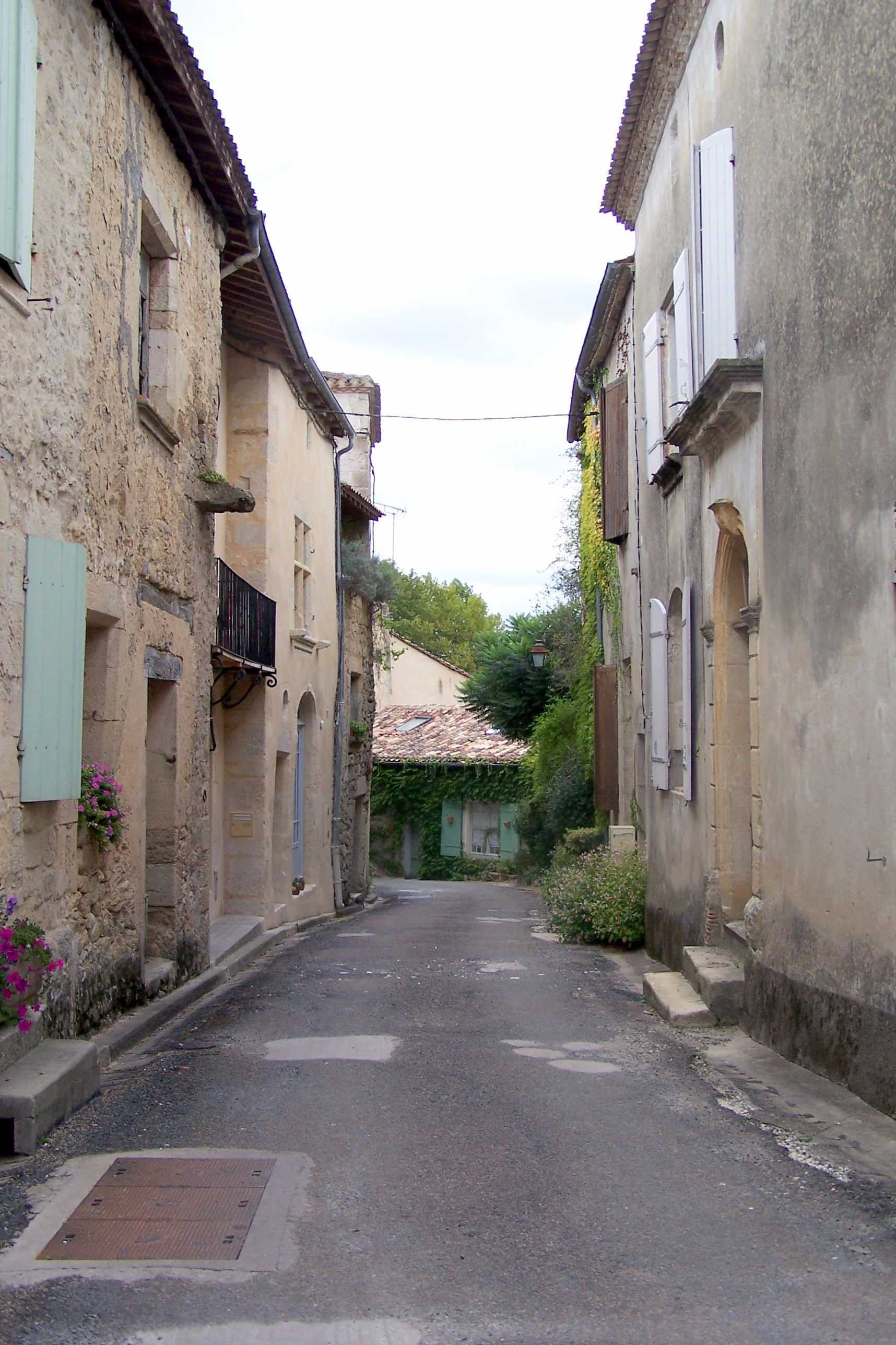

- Village fortifié sur un éperon rocheux, vestiges des remparts
- Palais ducal transformé en mairie
- Église Sainte-Catherine-et-Notre-Dame restaurée au XIXe siècle

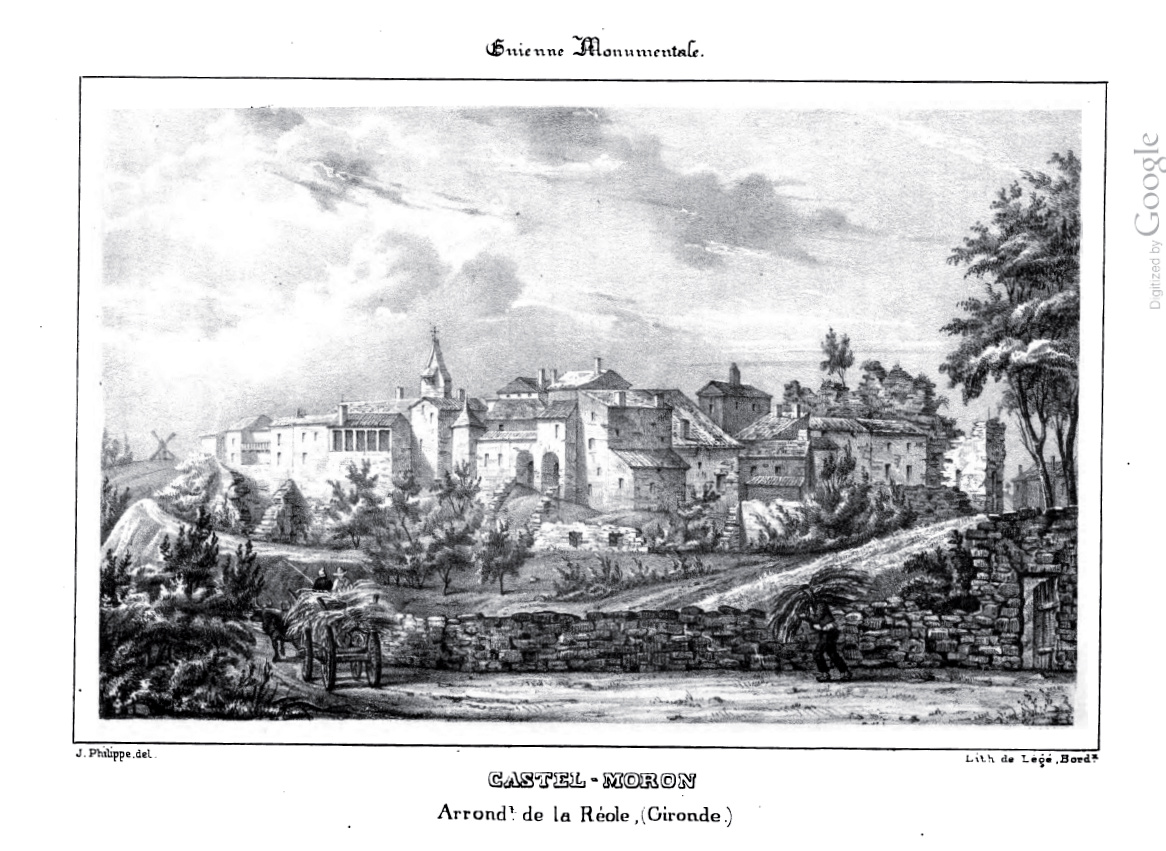
Castelmoron en 1842
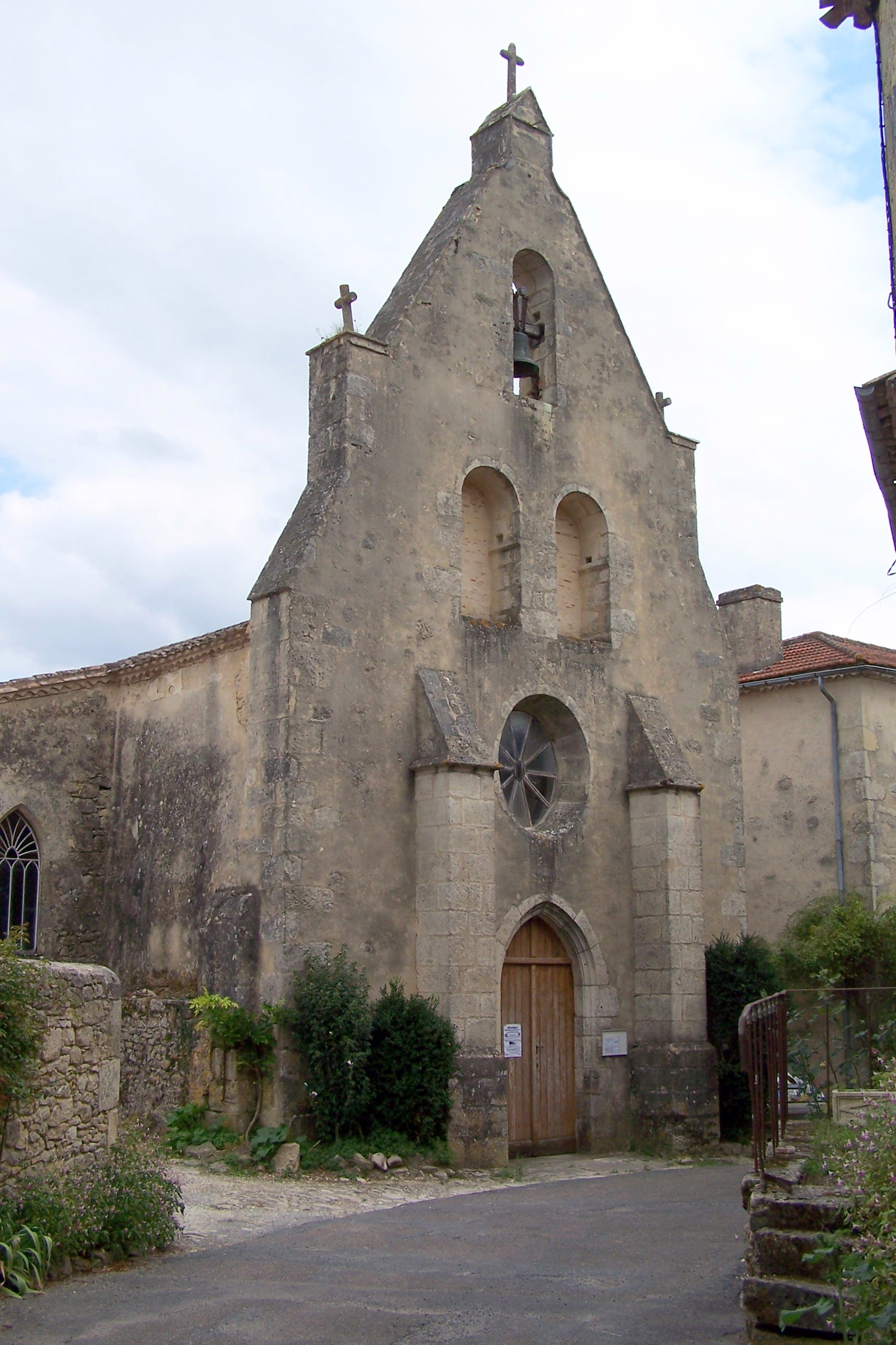
L'église Sainte-Catherine-et-Notre-Dame (août 2011)
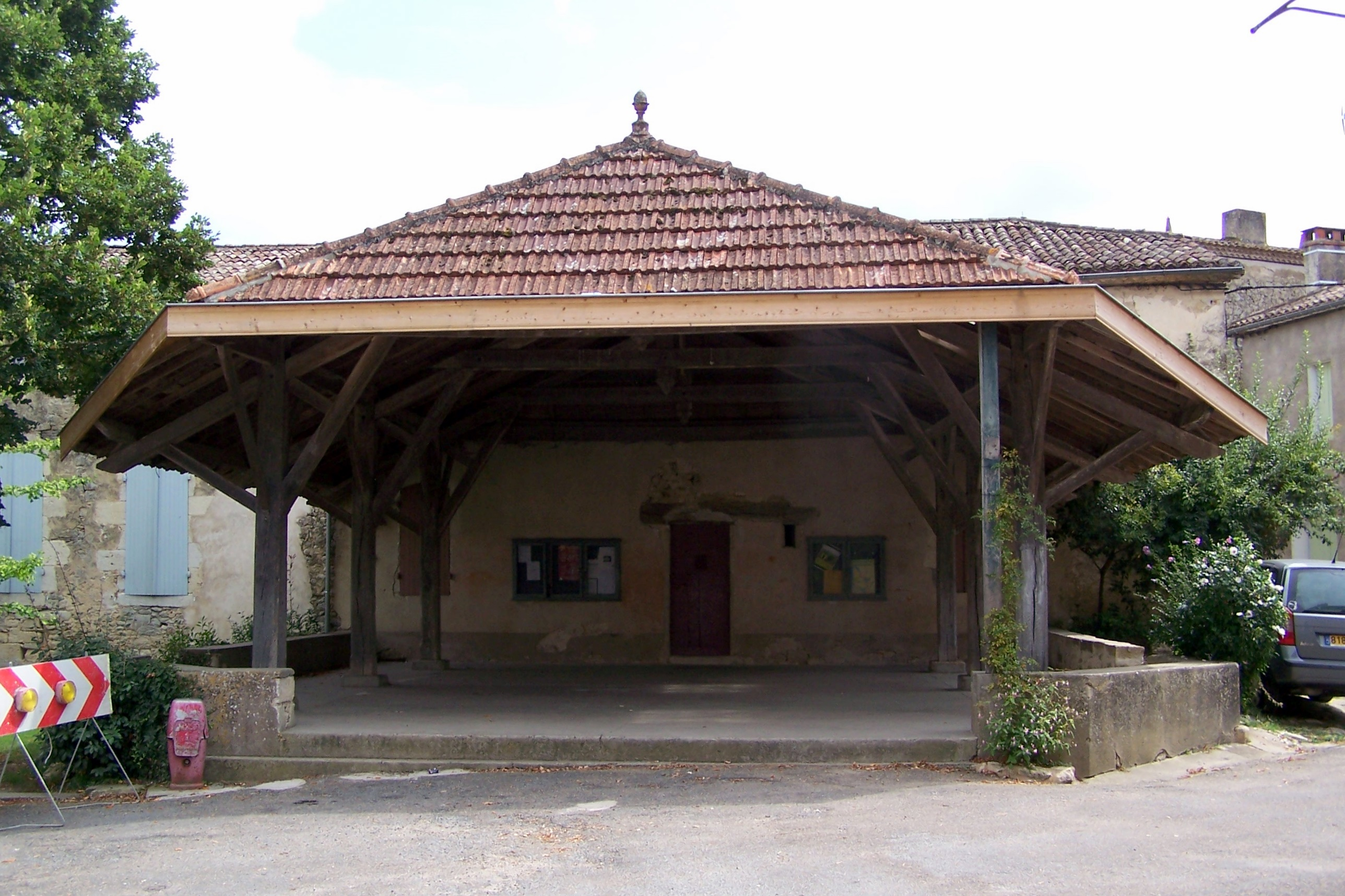
La halle à proximité de la mairie (août 2011)
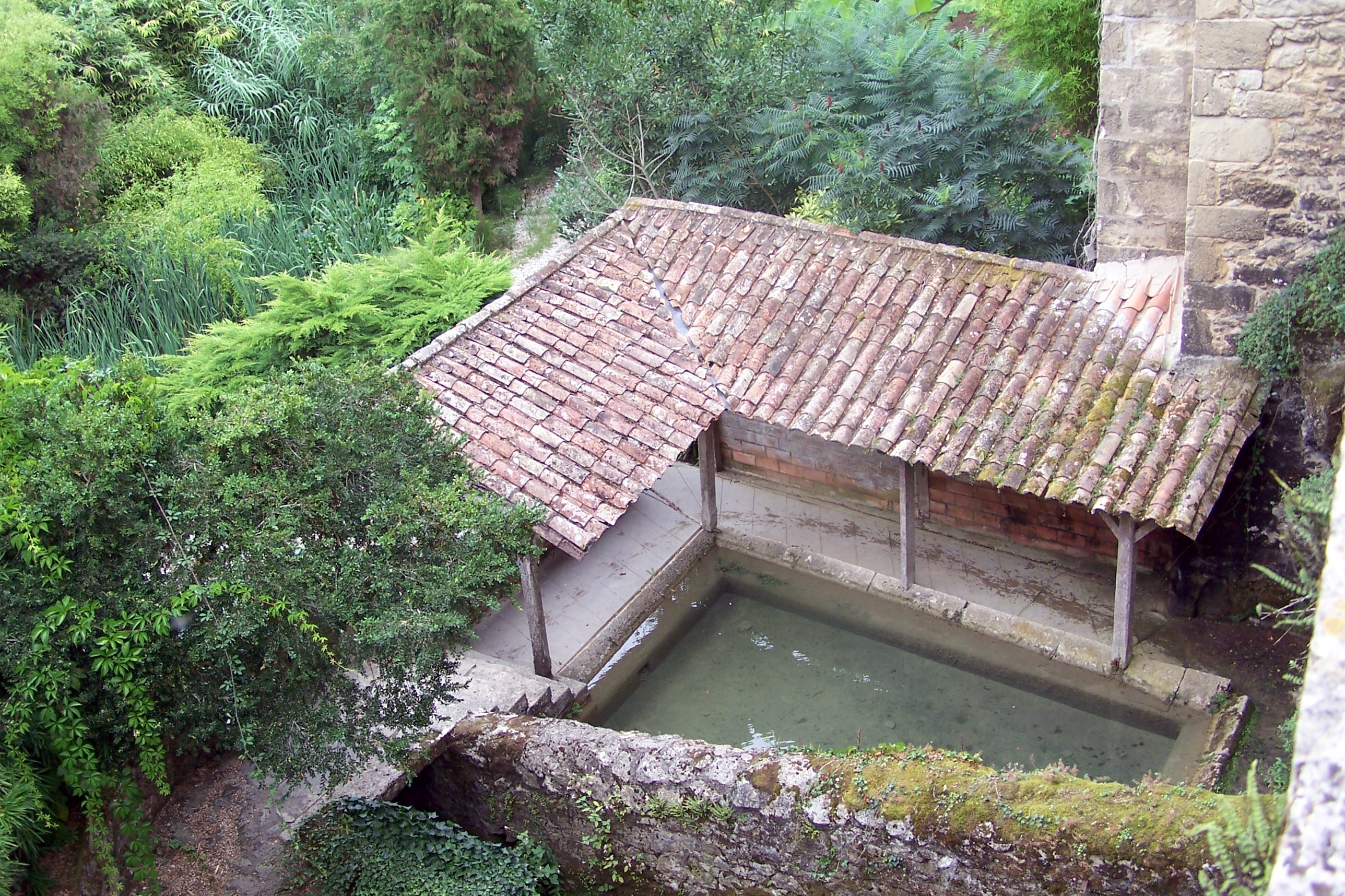
Le lavoir jouxtant un jardin fleuri (août 2011)
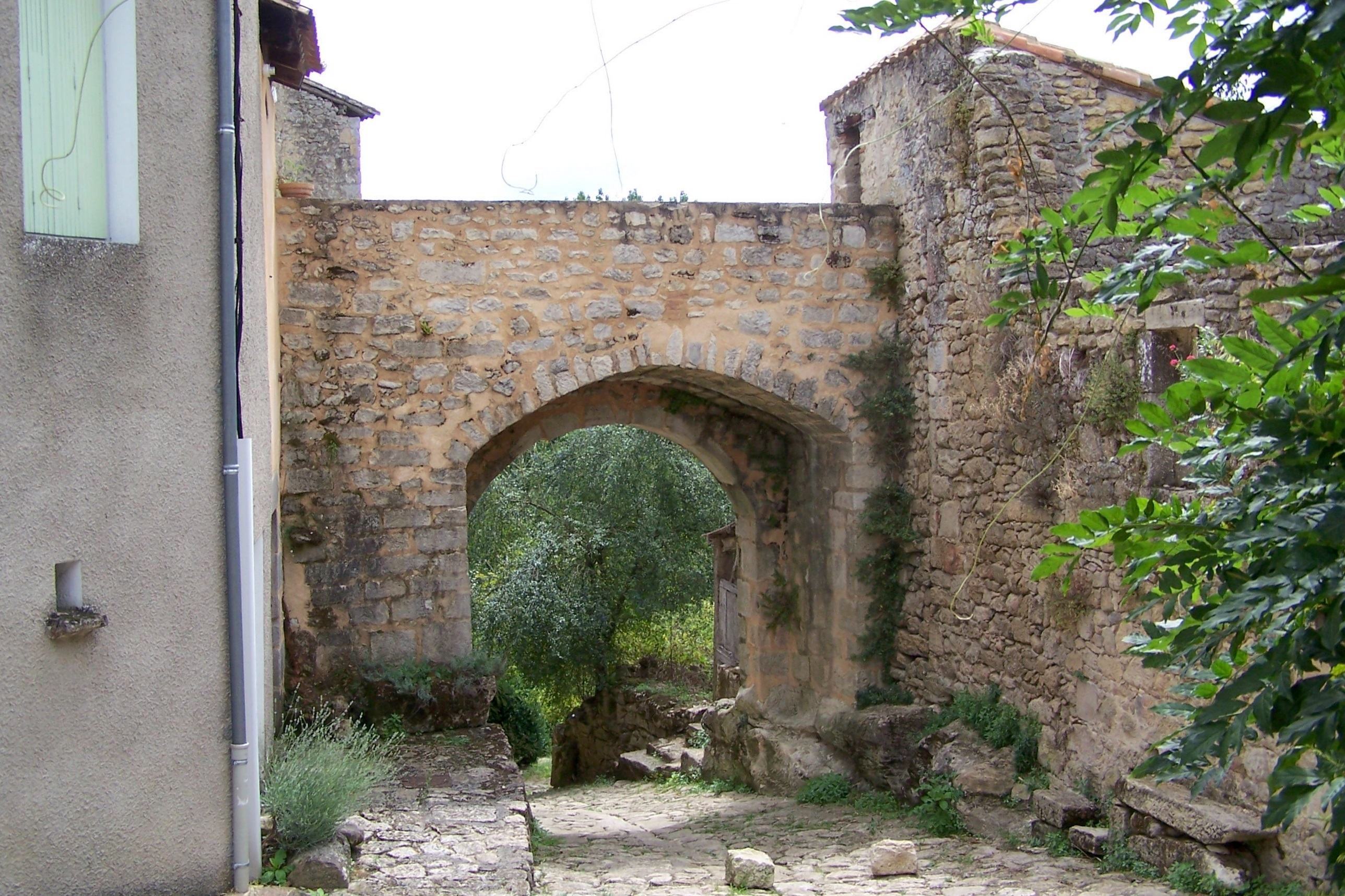
Poterne et pont (août 2011)
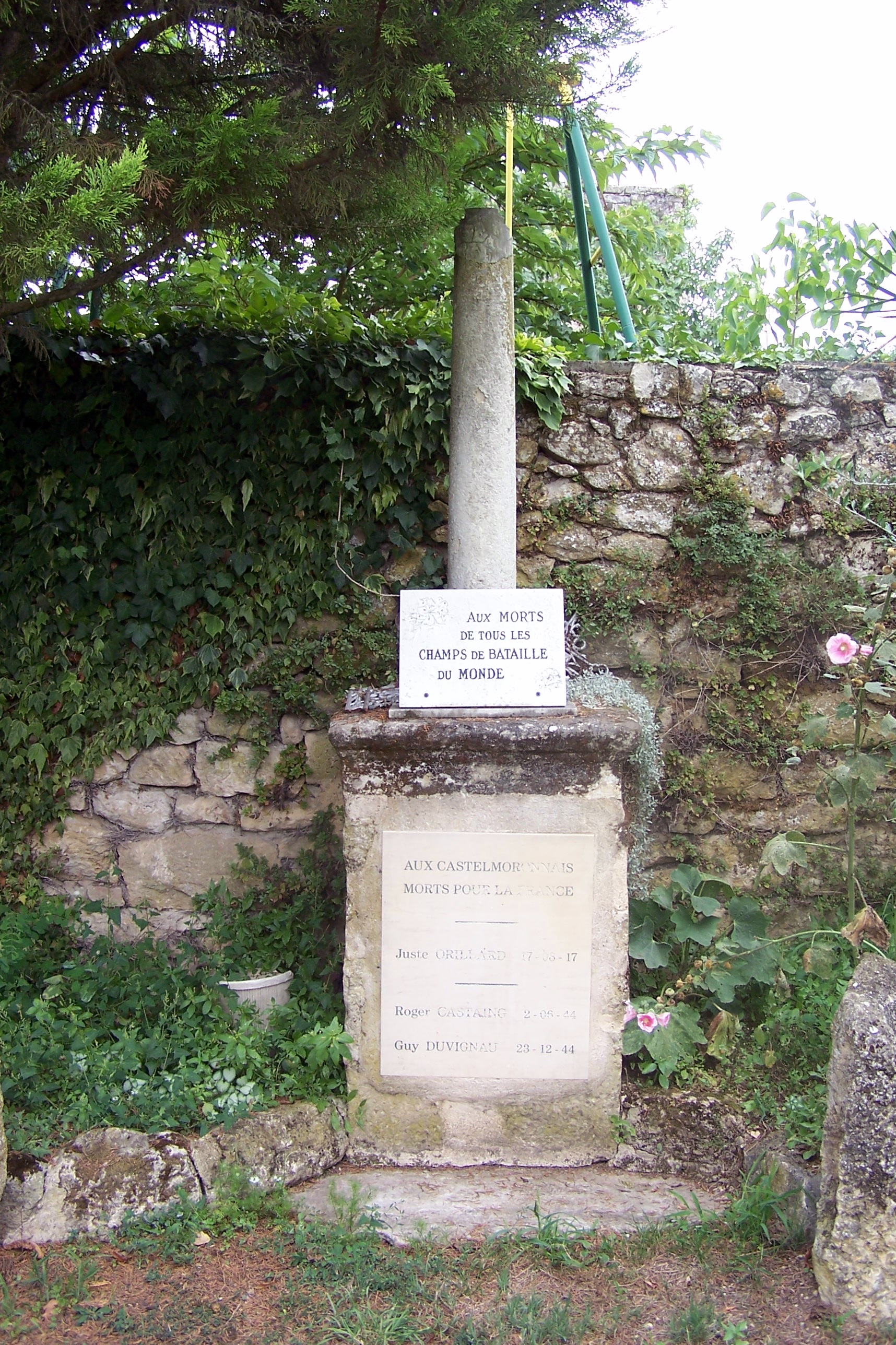
Le monument aux morts dans un petit parc (août 2011)

Les ruelles anciennes, fleuries et tortueuses

Photographies de Jean-Auguste Brutails, circa 1900
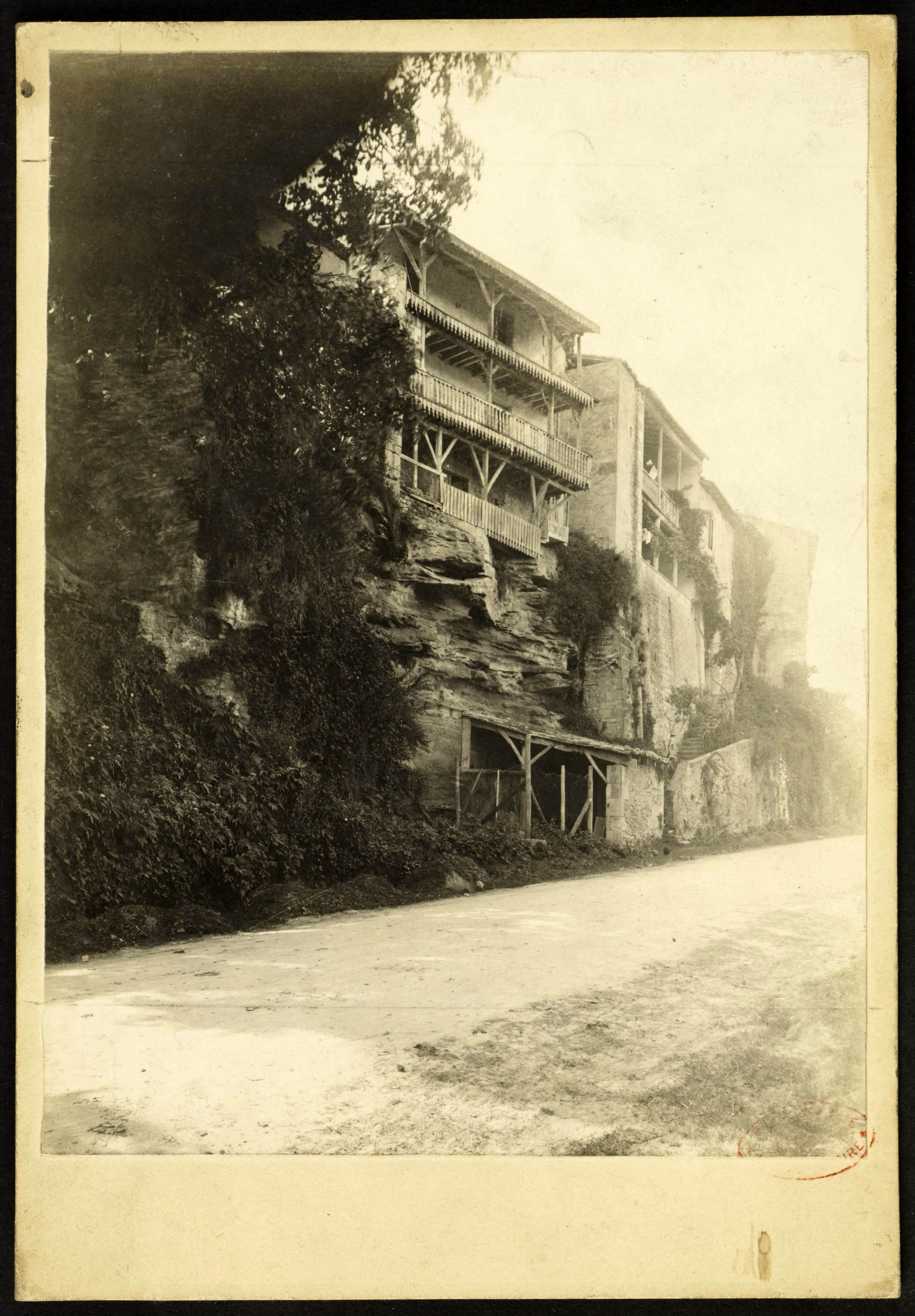
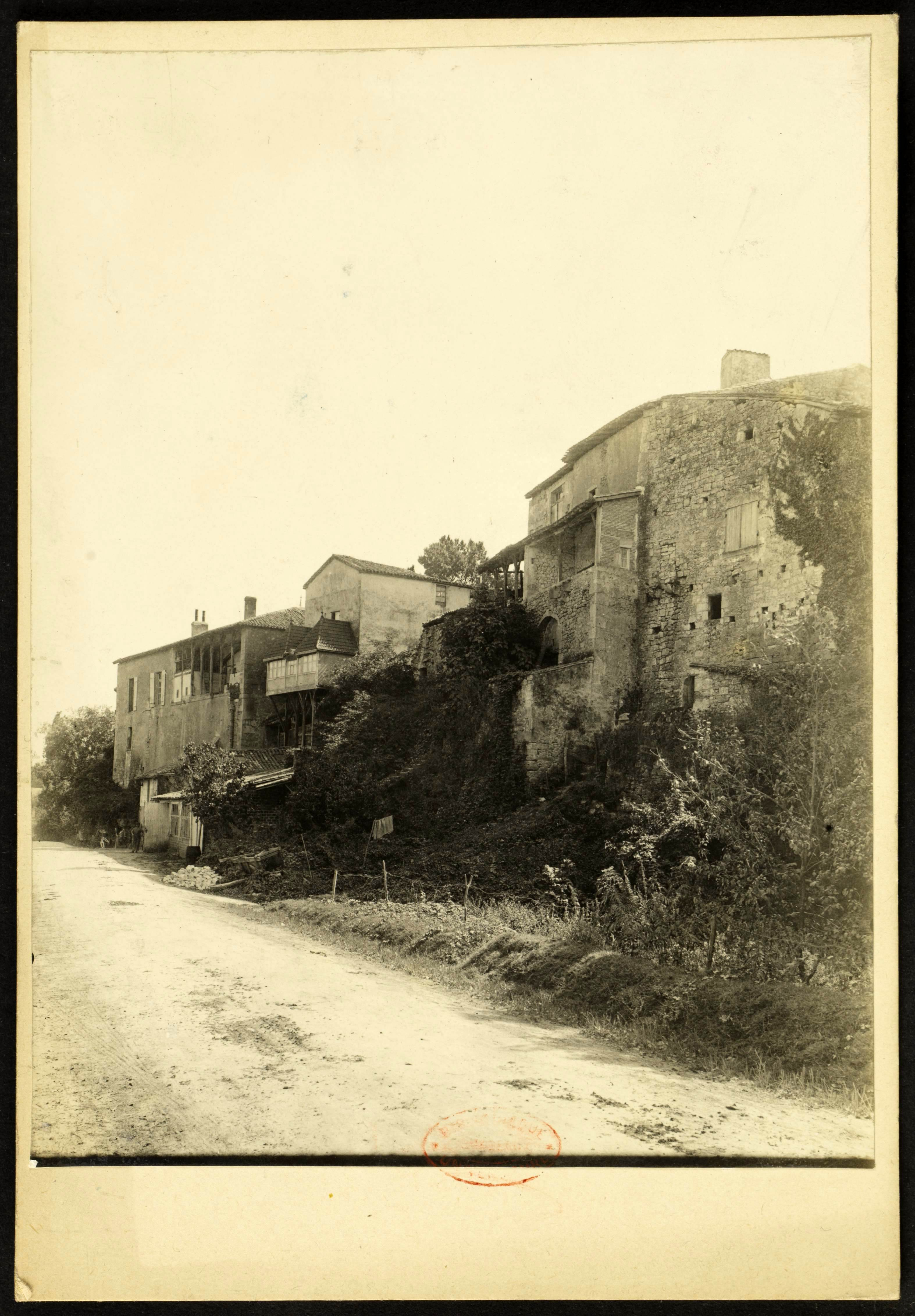
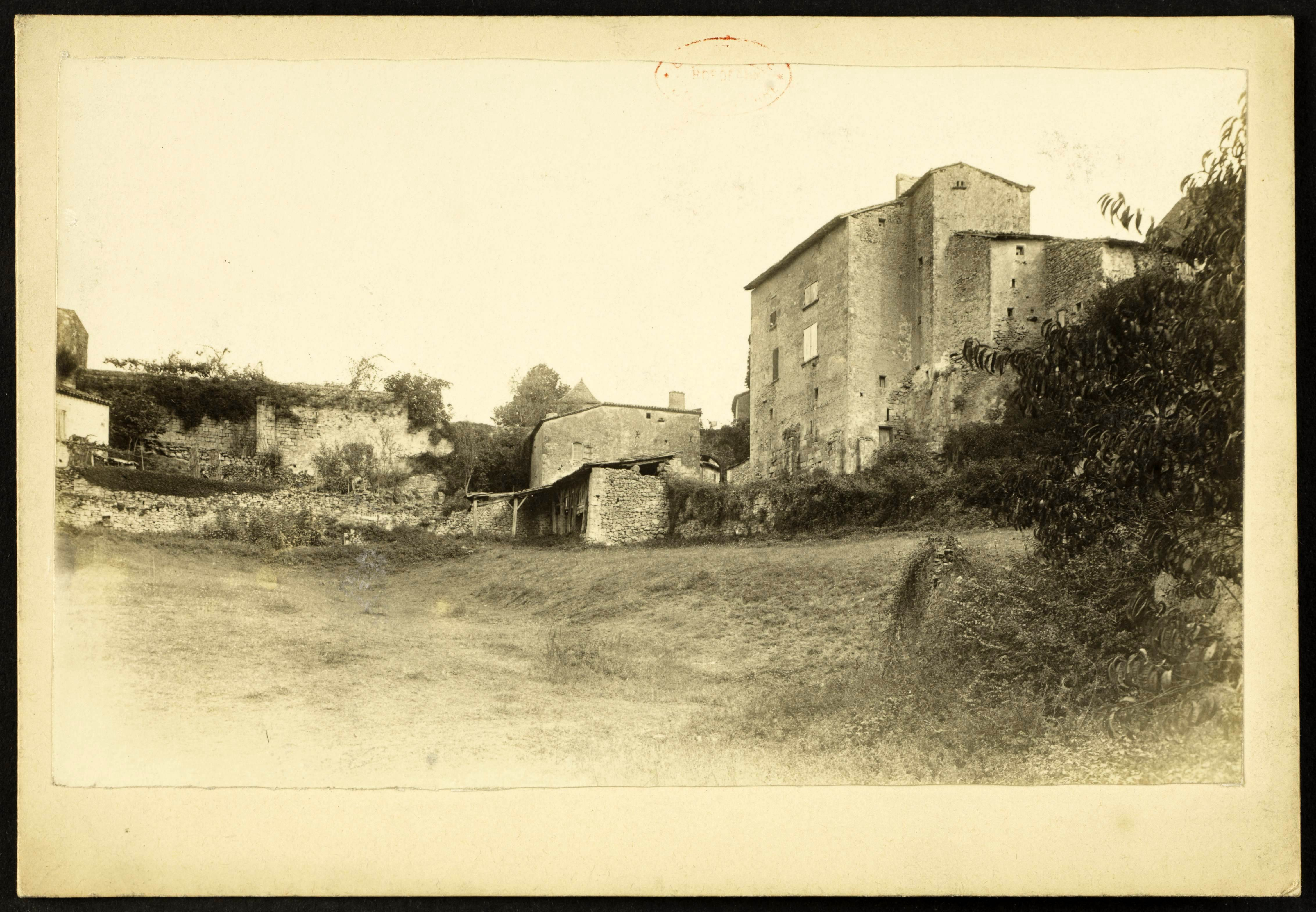
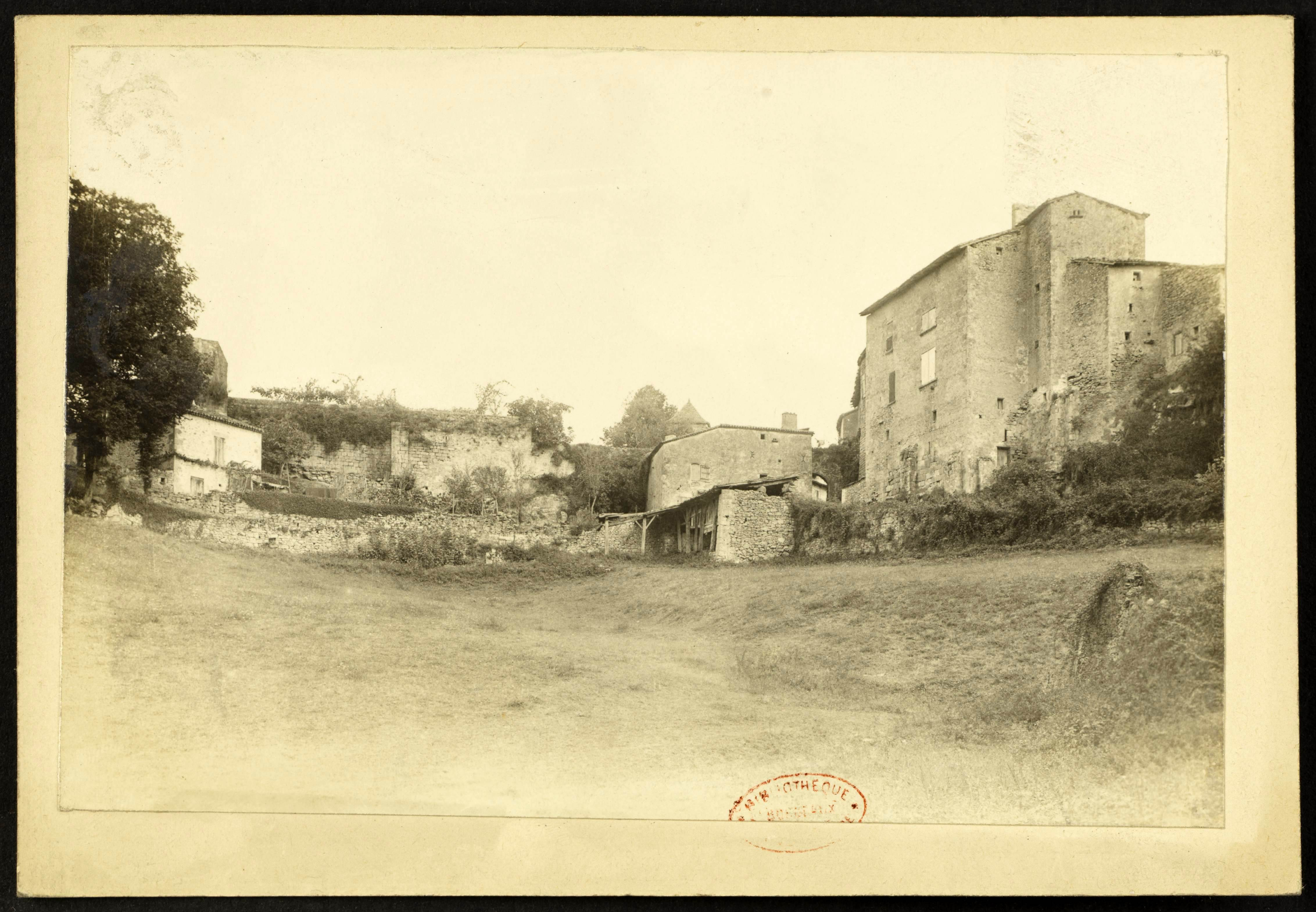

### Personnalités liées à la commune
- Jeanne d'Albret, mère du roi Henri IV.
- Pierre Touzet (1738-1817), curé, homme politique né à Castelmoron-d'Albret, député du clergé aux États généraux de 1789.
- Pierre de Belle-Isle (1744-1825), homme politique né et décédé à Castelmoron, maire de Castelmoron, député du tiers-état aux États généraux de 1789.

### Héraldique
| Armes | Les armes de Castelmoron-d'Albret se blasonnent ainsi : De gueules au château d'argent de trois tours, crénelé, ouvert, ajouré et maçonné de sable, la tour du milieu donjonnée et surmontée d'une étoile de six rais d'or, les tours des flancs surmontées chacune d'une fleur de lys aussi d'or, ledit château soutenu d'un serpent d'or ondoyant en pal. |